# دلفین خال‌دار گرمسیری
دلفین خال‌دار گرمسیری گونه‌ای دلفین است که در همه آب‌های گرم و معتدل زمین یافت می‌شود. بقای این آب‌بازان به دلیل کشته شدن میلیون‌ها عدد از آن‌ها در تورهای شکار ماهی تن در اقیانوس‌ها در خطر بود. در دهه ۱۹۸۰ میلادی و با گسترش روش‌های ماهیگیری دوستدار دلفین‌ها، تعداد این گونه به ویژه در شرق اقیانوس اطلس رو به رشد گذاشت و امروزه یکی از پرتعدادترین گونه‌های دلفین در جهان به‌شمار می‌رود.

## رده‌بندی
دلفین خال‌دار گرمسیری نخستین بار توسط جان گری در سال ۱۸۴۶ شناسایی شد. تحلیل اولیه او این بود که دلفین خال‌دار اطلس نیز با گرمسیری یک گونه‌اند. امروزه این دو گونه‌هایی جدا در نظر گرفته می‌شوند. نام سرده (Stenella) از واژه‌ای لاتین به معنای لاغر می‌آید.
سه زیرگونه از این جانور در بررسی سال ۱۹۹۸ رایس شناسایی شدند که دو تا از آن‌ها هنوز نامگذاری نشده اند:
- S. a. subspecies A، زیرگونه‌ای که دور از کرانه‌ها در آرام خاوری زندگی می‌کند.
- S. a. subspecies B، زیرگونه‌ای که در جزایر هاوایی یافت می‌شود.
- S. a. graffmani، نوعی که در کرانه‌های مکزیک تا پرو زندگی می‌کند.

## توصیف ظاهری
دلفین خال‌دار گرمسیری در حوزه زندگی خود دارای دگرگونی زیادی در رنگ و میزان جثه است. بیشترین دگرگونی را می‌توان میان دلفین‌های ساکن کرانه و دلفین‌های ساکن مناطق لجهای دید. نوع کرانه‌ای بزرگ‌جثه تر و خال‌دار تر است. (این دو نوع تنها در مناطق خاوری اقیانوس آرام به دو زیرگونه تقسیم شده‌اند. به رده‌بندی بالا مراجعه کنید.)

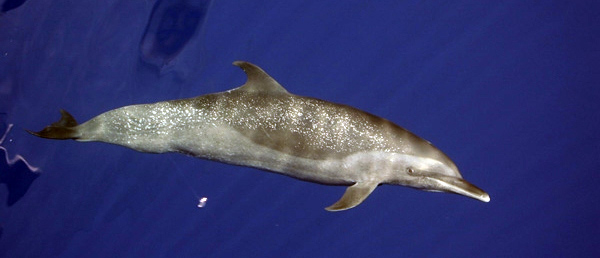
دلفین خال‌دار گرمسیری.

خال داشتن از مشخصه‌های اصلی دلفین‌های بالغ این گونه است. دلفین‌های جوان اما دارای بدنی یک‌رنگ به رنگ خاکستری تیره اند که باعث اشتباه گرفته شدنشان با دلفین‌های پوزه‌بطری می‌شود. جمعیت‌های ساکن خلیج مکزیک، حتا در میان بالغ‌ها، بی خال هستند. در اقیانوس اطلس این دلفین‌ها با دلفین خال‌دار اطلس می‌توانند اشتباه گرفته شوند.
این دلفین به نسبت دارای نوک دراز و لاغری است. فک بالایی و پایینی تیره رنگ هستند ولی توسط "لب"های لاغر سفید رنگ از هم جدا می‌شوند. گونه، گلو و شکم به رنگ سفید تا خاکستری روشن هستند با تعداد محدودی خال. باله پشتی بلند و انحنادارشان دارای رنگ تاریک در بالا و خاکستری روشن‌تر در بخش پایینی خود است. دم ضخیم این دلفین‌ها به رنگ خاکستری تیره است.
دلفین‌های خال‌دار گرمسیری جانورانی بسیار پر جنب و جوش هستند و پرش‌های زیادی از درون آب انجام می‌دهند. همچنین پرش و بازی بر موج‌های ایجاد شده توسط کشتی‌ها از دیگر رفتارهای عادی آن‌هاست.
در شرق اقیانوس آرام این دلفین‌ها اغلب در حال شنا با ماهی‌های تون زردباله دیده می‌شوند. این عادت باعث گرفتار آمدن تعدادی از آن‌ها در تورهای ماهیگیری شده‌است. آن‌ها اما از این ماهیان تغذیه نمی‌کنند، در حقیقت هر دوی این جانوران از ماهی‌های کوچک لجه‌ای تغذیه می‌کنند. دلفین‌های خال‌دار گرمسیری همچنین گاه به شکار ماهی مرکب و سخت‌پوستان کوچک می‌پردازند.
دلفین‌های باغ طول میانگینی برابر ۲٫۵ متر و وزنی برابر ۱۲۰ کیلوگرم دارند. بچه‌های تازه متولد شده طولشان میان ۹۰-۸۰ سانتی‌متر است. بلوغ جنسی در سن ۱۰ سالگی در ماده‌ها و ۱۲ سالگی در نرها پدید می‌آید. میانگین طول عمر در میان دلفین‌های خال‌دار گرمسیری ۴۰ سال است.

## جمعیت و گستره
همان گونه که از نام این دلفین بر می‌آید، دلفین خال‌دار گرمسیری را می‌توان در آب‌های گرم و معتدل سراسر جهان یافت. به‌طور مشخص، این دلفین در عرض‌های جغرافیایی °۴۰ شمالی تا °۴۰ جنوبی زندگی می‌کند. بیشترین تراکم این دلفین‌ها در آب‌های کم‌عمق گرم (بیشتر از °۲۵ سانتی‌گراد) است.
جمعیت جهانی این دلفین‌ها بیش از سه میلیون عدد تخمین زده می‌شود که آن‌ها را دومین آب‌باز پرتعداد، پس از دلفین‌های پوزه‌بطری، می‌کند. دو میلیون از این تعداد در آرام خاوری زندگی می‌کنند. با این همه، این تعداد کاهش چشمگیری از ۷ میلیون عدد در دهه ۱۹۵۰ میلادی داشته‌است.

## یادداشت
1. ↑  Odontoceti
2. ↑  Delphinidae
3. ↑   Stenella